# The Element of Freedom
The Element of Freedom is het vierde studioalbum (vijfde in totaal) van de Amerikaanse R&B/Soul-zangeres Alicia Keys. In de Verenigde Staten kwam het album op 15 december 2009 uit, in Nederland op 11 december 2009. Tot nu toe zijn er wereldwijd ongeveer 1 miljoen platen van verkocht.
Het album bracht vier singles voort: Doesn't Mean Anything, Try Sleeping With a Broken Heart, Un-Thinkable (I'm Ready) en Put It in a Love Song. Voor deze laatste, waarop ook Beyoncé te horen is, werd op 9 februari 2010 de videoclip opgenomen tijdens het carnaval in Rio de Janeiro, in Brazilië.

## Tracklist
1. Element of Freedom (Intro)
2. Love Is Blind
3. Doesn't Mean Anything
4. Try Sleeping With a Broken Heart
5. Wait Til You See My Smile
6. That's How Strong My Love Is
7. Un-Thinkable (I'm Ready)
8. Love Is My Disease
9. Like the Sea
10. Put It in a Love Song (met Beyoncé)
11. This Bed
12. Distance And Time
13. How It Feels to Fly
14. Empire State Of Mind (Part II) Broken Down

Deluxe Edition bonustracks
1. Through It All
2. Pray for Forgiveness

Deluxe Edition bonus DVD
1. Doesn't Mean Anything (DVD)
2. Empire State of Mind (DVD)
3. Try Sleeping with a Broken Heart (DVD)
4. No One (DVD)
5. Doesn't Mean Anything (clip/DVD)

## Hitnoteringen

### NederlandseAlbum Top 100
| Hitnotering: 19-12-2009 t/m 05-02-2011 | Hitnotering: 19-12-2009 t/m 05-02-2011 | Hitnotering: 19-12-2009 t/m 05-02-2011 | Hitnotering: 19-12-2009 t/m 05-02-2011 | Hitnotering: 19-12-2009 t/m 05-02-2011 | Hitnotering: 19-12-2009 t/m 05-02-2011 | Hitnotering: 19-12-2009 t/m 05-02-2011 | Hitnotering: 19-12-2009 t/m 05-02-2011 | Hitnotering: 19-12-2009 t/m 05-02-2011 | Hitnotering: 19-12-2009 t/m 05-02-2011 | Hitnotering: 19-12-2009 t/m 05-02-2011 | Hitnotering: 19-12-2009 t/m 05-02-2011 | Hitnotering: 19-12-2009 t/m 05-02-2011 | Hitnotering: 19-12-2009 t/m 05-02-2011 | Hitnotering: 19-12-2009 t/m 05-02-2011 | Hitnotering: 19-12-2009 t/m 05-02-2011 | Hitnotering: 19-12-2009 t/m 05-02-2011 | Hitnotering: 19-12-2009 t/m 05-02-2011 | Hitnotering: 19-12-2009 t/m 05-02-2011 | Hitnotering: 19-12-2009 t/m 05-02-2011 | Hitnotering: 19-12-2009 t/m 05-02-2011 | Hitnotering: 19-12-2009 t/m 05-02-2011 |
| Week:                                  | 1                                      | 2                                      | 3                                      | 4                                      | 5                                      | 6                                      | 7                                      | 8                                      | 9                                      | 10                                     | 11                                     | 12                                     | 13                                     | 14                                     | 15                                     | 16                                     | 17                                     | 18                                     | 19                                     | 20                                     | 21                                     |
| -------------------------------------- | -------------------------------------- | -------------------------------------- | -------------------------------------- | -------------------------------------- | -------------------------------------- | -------------------------------------- | -------------------------------------- | -------------------------------------- | -------------------------------------- | -------------------------------------- | -------------------------------------- | -------------------------------------- | -------------------------------------- | -------------------------------------- | -------------------------------------- | -------------------------------------- | -------------------------------------- | -------------------------------------- | -------------------------------------- | -------------------------------------- | -------------------------------------- |
| Positie:                               | 6                                      | 14                                     | 11                                     | 11                                     | 7                                      | 3                                      | 2                                      | 4                                      | 7                                      | 6                                      | 5                                      | 4                                      | 10                                     | 4                                      | 5                                      | 10                                     | 11                                     | 12                                     | 15                                     | 9                                      | 7                                      |
| Week:                                  | 22                                     | 23                                     | 24                                     | 25                                     | 26                                     | 27                                     | 28                                     | 29                                     | 30                                     | 31                                     | 32                                     | 33                                     | 34                                     | 35                                     | 36                                     | 37                                     | 38                                     | 39                                     | 40                                     | 41                                     | 42                                     |
| Positie:                               | 10                                     | 13                                     | 17                                     | 14                                     | 16                                     | 17                                     | 22                                     | 26                                     | 20                                     | 23                                     | 20                                     | 17                                     | 14                                     | 13                                     | 16                                     | 21                                     | 27                                     | 25                                     | 42                                     | 46                                     | 41                                     |
| Week:                                  | 43                                     | 44                                     | 45                                     | 46                                     | 47                                     | 48                                     | 49                                     | 50                                     | 51                                     | 52                                     | 53                                     | 54                                     | 55                                     | 56                                     | 57                                     | 58                                     | 59                                     | 60                                     |                                        |                                        |                                        |
| Positie:                               | 57                                     | 72                                     | 65                                     | 52                                     | 59                                     | 70                                     | 83                                     | 81                                     | 85                                     | 77                                     | 79                                     | 71                                     | 43                                     | 43                                     | 53                                     | 91                                     | 87                                     | 81                                     | uit                                    |                                        |                                        |

### VlaamseUltratop 100Albums
| Hitnotering: 19-12-2009 t/m 18-09-2010 | Hitnotering: 19-12-2009 t/m 18-09-2010 | Hitnotering: 19-12-2009 t/m 18-09-2010 | Hitnotering: 19-12-2009 t/m 18-09-2010 | Hitnotering: 19-12-2009 t/m 18-09-2010 | Hitnotering: 19-12-2009 t/m 18-09-2010 | Hitnotering: 19-12-2009 t/m 18-09-2010 | Hitnotering: 19-12-2009 t/m 18-09-2010 | Hitnotering: 19-12-2009 t/m 18-09-2010 | Hitnotering: 19-12-2009 t/m 18-09-2010 | Hitnotering: 19-12-2009 t/m 18-09-2010 | Hitnotering: 19-12-2009 t/m 18-09-2010 | Hitnotering: 19-12-2009 t/m 18-09-2010 | Hitnotering: 19-12-2009 t/m 18-09-2010 | Hitnotering: 19-12-2009 t/m 18-09-2010 | Hitnotering: 19-12-2009 t/m 18-09-2010 | Hitnotering: 19-12-2009 t/m 18-09-2010 | Hitnotering: 19-12-2009 t/m 18-09-2010 | Hitnotering: 19-12-2009 t/m 18-09-2010 | Hitnotering: 19-12-2009 t/m 18-09-2010 | Hitnotering: 19-12-2009 t/m 18-09-2010 | Hitnotering: 19-12-2009 t/m 18-09-2010 |
| Week:                                  | 1                                      | 2                                      | 3                                      | 4                                      | 5                                      | 6                                      | 7                                      | 8                                      | 9                                      | 10                                     | 11                                     | 12                                     | 13                                     | 14                                     | 15                                     | 16                                     | 17                                     | 18                                     | 19                                     | 20                                     | 21                                     |
| -------------------------------------- | -------------------------------------- | -------------------------------------- | -------------------------------------- | -------------------------------------- | -------------------------------------- | -------------------------------------- | -------------------------------------- | -------------------------------------- | -------------------------------------- | -------------------------------------- | -------------------------------------- | -------------------------------------- | -------------------------------------- | -------------------------------------- | -------------------------------------- | -------------------------------------- | -------------------------------------- | -------------------------------------- | -------------------------------------- | -------------------------------------- | -------------------------------------- |
| Positie:                               | 68                                     | 27                                     | 28                                     | 19                                     | 11                                     | 24                                     | 18                                     | 23                                     | 34                                     | 24                                     | 39                                     | 28                                     | 35                                     | 46                                     | 42                                     | 39                                     | 47                                     | 37                                     | 52                                     | 42                                     | 59                                     |
| Week:                                  | 22                                     | 23                                     | 24                                     | 25                                     | 26                                     | 27                                     | 28                                     | 29                                     | 30                                     | 31                                     | 32                                     | 33                                     | 34                                     | 35                                     | 36                                     | 37                                     | 38                                     | 39                                     | 40                                     |                                        |                                        |
| Positie:                               | 38                                     | 31                                     | 30                                     | 39                                     | 49                                     | 42                                     | 44                                     | 50                                     | 62                                     | 71                                     | 77                                     | 55                                     | 72                                     | 69                                     | 63                                     | 68                                     | 88                                     | 65                                     | 86                                     | uit                                    |                                        |